# Узское
Узское или Петровское — озеро в Пожеревицкой волости Дедовичского района Псковской области. Расположено на Судомской возвышенности, между озёрами Локно (к югу) и Городновским (к северу).
Площадь — 2,3 км² (226,2 га, с 2 островами — 226,7 га). Площадь водосборного бассейна — 62,5 км². Максимальная глубина — 9,5 м, средняя глубина — 5,0 м.
Проточное. Относится к бассейну реки Уза, притока Шелони.
На берегу озера расположена деревня Уза. В 1,5 км к югу расположена деревня Вышегород.
Тип озера лещево-уклейный. Массовые виды рыб: лещ, щука, окунь, плотва, уклея, красноперка, густера, ерш, линь, карась, налим, язь, пескарь, снеток, вьюн, щиповка, голец, бычок-подкаменщик; раки (единично).
Для озера характерны: отлогие, крутые, низкие берега, есть заболоченные участки, в прибрежье — леса, луга, поля, огороды; в профундали — ил, заиленный песок, камни, песок, литораль — песок, глина, камни, заиленный песок, коряги, песчано-каменистые нальи; есть береговые и донные ключи.